# Beck Weathers
Beck Weathers (1946) is een Amerikaanse arts en amateur bergklimmer.
Hij werd bekend toen hij in 1996 in een comateuze toestand raakte op de Mount Everest en voor dood werd achtergelaten. Hij ontwaakte zelf uit deze coma en daalde zelfstandig de berg af. Hij schreef het boek Left for Dead: My Journey Home from Everest over dit gebeuren en later verschenen de films Into Thin Air (naar het gelijknamige boek van Jon Krakauer) en Everest (hierin speelde Weathers een kleine rol) over de ramp die zich in 1996 op de Mount Everest afspeelde.
- Bibliothèque nationale de France: cb16996849d (data)
- Gemeinsame Normdatei: 122465628
- International Standard Name Identifier: 0000 0001 1993 6800
- Library of Congress Control Number: n00084335
- Bibliotheek van het Japanse parlement: 00865660
- Nederlandse Thesaurus van Auteursnamen: 217589286
- Système universitaire de documentation: 190120711
- Virtual International Authority File: 170949027
- WorldCat: E39PBJrmbT4yPwvFBWVkTK7rbd